# 黑龙江河蓝蛤
黑龙江河蓝蛤（学名：Potamocorbula amurensis）是海螂目抱蛤科河篮蛤属的一种。

## 分佈
主要分布于越南、中国大陆、台湾，常栖息在河口附近半淡咸水10（33英尺）深的软泥底质。國際自然保護聯盟物種存續委員會的入侵物種專家小組（ISSG）列為世界百大外來入侵種。

## 外部連結
- 維基物種上的相關：黑龙江河蓝蛤